# Capitainerie générale du Guatemala
Pour les articles homonymes, voir Guatemala (homonymie).
 (septembre 2011).
Si vous disposez d'ouvrages ou d'articles de référence ou si vous connaissez des sites web de qualité traitant du thème abordé ici, merci de compléter l'article en donnant les références utiles à sa vérifiabilité et en les liant à la section « Notes et références ».
1542–1821
Entités précédentes :
- Mayas
- Tierra Firme

Entités suivantes :
- Tierra Firme (Pérou, 1550)
- Premier Empire mexicain
- République fédérale d'Amérique centrale

La capitainerie générale du Guatemala, ou royaume du Guatemala, était un territoire faisant partie de la vice-royauté de la Nouvelle-Espagne et de l'Empire espagnol de 1542 à 1821. Elle s'étendait sur l'actuel Guatemala, Belize, El Salvador, Honduras, Nicaragua, Costa Rica et l'État Mexicain du Chiapas. Sa capitale était la ville actuelle d'Antigua Guatemala puis de Guatemala.
Le territoire et les subdivisions de la capitainerie varièrent tout au long de la période selon l'organisation coloniale et les événements survenant en métropole. Le pouvoir politique, administratif et militaire était exercé par le capitaine général, le pouvoir judiciaire par l'Audiencia de Guatemala.

## Les municipalités (1542–1785)
Avec la création du royaume de Guatemala lors des « nouvelles lois » (Leyes Nuevas) en 1542, la capitainerie du Guatemala était divisée en municipalités, Corregimientos et en gouvernements.
La vallée de Guatemala ou district de l’Audiencia Real était divisée en deux municipalités :
- Chimaltenango
- Sacatepéquez

Les autres municipalités étaient :
- Amatique
- Ciudad Real de Chiapas
- Minas de San Andrés de Zaragoza
- Nicoya
- San Salvador
- Tegucigalpa
- Sonsonate
- Suchitepéquez
- Verapaz

Les corregimientos de :
- Acasaguastlán
- Atitlán
- Chiquimula
- Chirripó
- Chontales
- El Realejo
- Escuintla
- Guazacapán
- Matagalpa
- Monimbó
- Pacaca
- Quepo
- Quezalguaque
- Quezaltenango
- Sololá
- Tencoa
- Turrialba
- Totonicapán

Les gouvernements de :
- Comayagua
- Costa Rica
- Nicaragua
- Soconusco

## Les intendances (1785-1812)
En 1785 le système d'intendance est mis en place :
- L'intendance de San Salvador, créée en 1785, est composée de San Salvador, de Santa Ana, de San Vicente et de San Miguel.
- L'intendance du Chiapas, créée en 1786, est composée du Chiapas, de Taxla et du gouvernement de Soconusco.
- L'intendance du Honduras ou de Comayagua, créée en 1786, est composée de Comayagua et de Tegucigalpa.
- L'intendance du Nicaragua ou de León créée en 1786 est composée de León, Matagalpa, Chontales, Realejo, Subtiava et Nicoya.
- Le gouvernement militare du Costa Rica : le gouverneur de ce territoire avait les mêmes fonctions qu'un intendant, sauf pour la propriété terrienne qui revenait à l'intendant du Nicaragua, mais sans en avoir le titre.
- La province de Guatemala : le capitaine général exerçait les fonctions de super-intendant pour toute la capitainerie et pour la province du Guatemala, composée de Guatemala, de Quezaltenango, d'Escuintla et de Chiquimula.

Au début du XIXe siècle, le royaume de Guatemala était composé de quinze provinces : les municipalités de Chimaltenango, de Escuintla, de Sacatepequez, de Solola, de Sonsonate, de Suchitepequez, de Totonicapan et de Verapaz, plus les intendances de Ciudad Real (Chiapas), de Comayagua, de Léon et de San Salvador ainsi que les corregimientos de Chiquimula et de Quezaltenango et le gouvernement de Costa Rica.

## Les députations provinciales (1812–1821)
En 1812, les Cortéz de Cadiz supprimèrent le royaume de Guatemala pour créer la députation provinciale de Guatemala et la députation provinciale du Nicaragua et de Costa Rica, indépendantes l'une de l'autre. Mais le retour de la monarchie absolutiste avec Ferdinand VII rétablit le royaume de Guatemala et annula les deux députations.
En 1820, la nouvelle application de la constitution de Cadiz supprima de nouveau le royaume de Guatemala pour mettre en place quatre députations :
- la députation provinciale du Chiapas ;
- la députation provinciale de Guatemala ;
- la députation provinciale de Comayagua ;
- la députation provinciale du Nicaragua et du Costa Rica.

Le chef politique supérieur de Guatemala n'exerçait son pouvoir politique et administratif que sur les territoires actuels de Guatemala et du Salvador. Il exerçait cependant son pouvoir militaire sur les quatre députations.

## L'indépendance (1821)
Dès 1811, des mouvements d'indépendance éclatèrent en Amérique centrale, en particulier au Salvador, menés par les créoles et inspirés de la philosophie des Lumières, de l'indépendance des États-Unis et des mouvements d'indépendance dans le reste des colonies espagnoles.
Le 15 septembre 1821, la province de Guatemala déclara son indépendance et les autres députations la suivirent la même année. Après avoir fait partie du bref Empire mexicain d'Iturbe, les anciens territoires de la capitainerie générale du Guatemala formèrent les Provinces Unies d'Amérique centrale.